# Elizabeth Salguero
Pour les articles homonymes, voir Salguero et Carrillo.
Elizabeth Cristina Salguero Carrillo, née le 12 décembre 1964 à Buenos Aires, est une journaliste, femme politique, diplomate et militante bolivienne pour les droits des femmes et des autochtones.
Comme chargée de communication, journaliste et féministe, elle milite pour les droits des autochtones, particulièrement pour les droits des femmes autochtones, dénonce la violence contre les femmes et le harcèlement. Elle fonde ou dirige plusieurs associations, instances et journaux dans ce but.
Membre du Mouvement pour le socialisme, elle est élue députée au scrutin de liste à la Chambre des députés pour le département de La Paz de 2006 à 2009, où elle est notamment présidente de la commission des droits de l'homme. Élue suppléante en 2009, elle démissionne pour se présenter comme candidate à la mairie de La Paz, mais elle échoue.
Elle est nommée ministre des Cultures de 2011 à 2012. Comme ministre, elle s'attache particulièrement à l'interculturalisme artistique et culturel, à écarter les reliquats de patriarcat, de préjugé de genre, de racisme et de colonialisme, et à favoriser le tourisme en Bolivie ainsi que la préservation et la promotion du patrimoine archéologique et culturel.
Elle est ensuite ambassadrice de Bolivie en Allemagne de 2012 à 2015. Elle travaille depuis comme experte internationale en planification stratégique à ONU Femmes.

## Jeunesse, début de carrière et de militantisme
Elizabeth Cristina Salguero Carrillo naît le 12 décembre 1964. Elle obtient en 1982 le diplôme de l'école Loretto de La Paz puis continue ses études à l'étranger, en suivant les cours de l'université nationale de Córdoba en Argentine de 1984 à 1989, où elle obtient la licence en communication sociale. Elizabeth Salguero s'installe ensuite en Allemagne pour étudier à l'université de Karlsruhe de 1991 à 1993 ; elle y obtient une maîtrise en planification régionale.
Revenue en Bolivie, Elizabeth Salguero apparaît sur la scène publique comme militante des mouvements féministes et pour les droits des autochtones dans les années 1990. Elle se consacre particulièrement aux droits des femmes autochtones, qu'elle considère comme « triplement discriminées » à cause de leur appartenance ethnique autochtone, de leur pauvreté et de leur sexe. Elizabeth Salguero fonde en 1994 puis dirige le Réseau national des travailleurs de l'information et de la communication, produisant et diffusant des publications sur les questions féminines.
En 1995, Elizabeth Salguero est coordinatrice nationale du Forum des ONG de la sous-région andine lors de la quatrième conférence mondiale sur les femmes à Pékin. De 1996 à 1997, elle est coordinatrice de communication et de documentation au Centre d'information et de développement des femmes ; elle y travaille à la reconnaissance des droits des femmes dans le pays, notamment pour les quotas de genre, pour la réduction de la violence contre les femmes et du harcèlement, et pour une présence féminine accrue dans les organisations politiques et sociales. De 2001 à 2004, elle est coordonnatrice nationale du groupe Articulation des femmes pour l’équité et l’égalité.
Elizabeth Salguero dirige la revue Crónica Azul de 1996 à 2000. Elle est aussi chroniqueuse pour le journal La Razón, pour l'agence de presse Bolpress et pour le Réseau de communication alternative des femmes. En parallèle, elle intervient aussi dans les médias alternatifs, comme directeur et directrice générale de Radio Graffiti. De 2018 à 2023, elle est chroniqueuse pour Página Siete.

## Députée à la Chambre
De 2000 à 2001, Elizabeth Salguero est coordinatrice genre au sein de la mairie de La Paz. Avec le maire Juan del Granado, avec Luis Revilla et avec d'autres jeunes personnalités insatisfaites des partis politiques traditionnels, elle participe à la fondation du Mouvement sans peur (MSM), un parti politique progressiste. Mais des divergences politiques et idéologiques l’amènent ensuite à prendre ses distances avec ce parti.
À la place, Elizabeth Salguero adhère au Mouvement émergent pour le socialisme (MAS). Elle se lance dans la campagne pour les élections générales boliviennes de 2005 comme candidate du MAS à la députation ; elle est élue députée sur la liste du parti, comme représentante du département de La Paz à la Chambre des députés. Dans le cadre de son mandat législatif, elle est élue dans plusieurs commissions des relations internationales, de la politique sociale et des droits de l'homme de la Chambre des députés, et elle préside cette commission des droits de l'homme,.
En 2009, Elizabeth Salguero est parmi les rares députés sortants proposés pour être réélus par le MAS, mais cette fois en tant que députée suppléante d'Héctor Enrique Arce. Bien que ce binôme soit élu, le MAS la nomme peu après candidate du parti à la mairie de La Paz. Pour y être candidate, elle démissionne le 28 décembre de son siège de députée suppléante, sans y avoir pris ses fonctions. Elle a été remplacée comme suppléante par Adelia Álvarez, qui occupait la dixième position sur la liste électorale du MAS,.
Elizabeth Salguero inaugure sa campagne électorale pour la mairie le 16 février 2010 avec une offrande à la déesse Inca Pachamama au centre de la Place Murillo. Son principal adversaire électoral est Revilla, le successeur choisi par Granado, du MSM, le parti qu'elle avait contribué à fonder plus de dix ans auparavant et qu'elle avait quitté. Au cours de sa campagne, Elle propose un débat avec Granado plutôt qu'avec Revilla, le considérant comme « celui qui tire les ficelles ». Revilla, à son tour, accusé le MAS de ne pas avoir de programme gouvernemental, ce qu'Elizabeth Salguero rejette comme étant faux. Finalement, elle n'arrive pas vaincre les dix ans d'ancienneté du MSM, et son adversaire remporte l'élection à la mairie.

## Ministre des Cultures
Malgré sa défaite électorale, Elzabeth Salguero est encore appréciée par le gouvernement. Le président Evo Morales la nomme le 15 février 2011 à la tête du ministère des Cultures en remplacement de Zulma Yugar,. Elizabeth Salguero concentre l'exercice de son mandat ministériel sur trois axes : étendre les échanges interculturels dans les arts et la culture, mettre l'accent sur la dépatriarcalisation dans le cadre du processus de décolonisation, et promouvoir le tourisme en Bolivie. Elle s'engage notamment à « éliminer les coutumes ou concepts qui favorisent tout type de discrimination raciale ou de genre ». L'un des aspects de cette démarche est la révision des manuels scolaires par le ministère, pour repérer et supprimer toute terminologie raciste. Son projet politique aboutit à la publication officielle du Plan stratégique institutionnel 2011-2015 du ministère des Cultures, dont l'objectif est de définir clairement la mission essentielle, la vision et les objectifs stratégiques de son ministère, et à définir ses orientations majeures de politique publique.

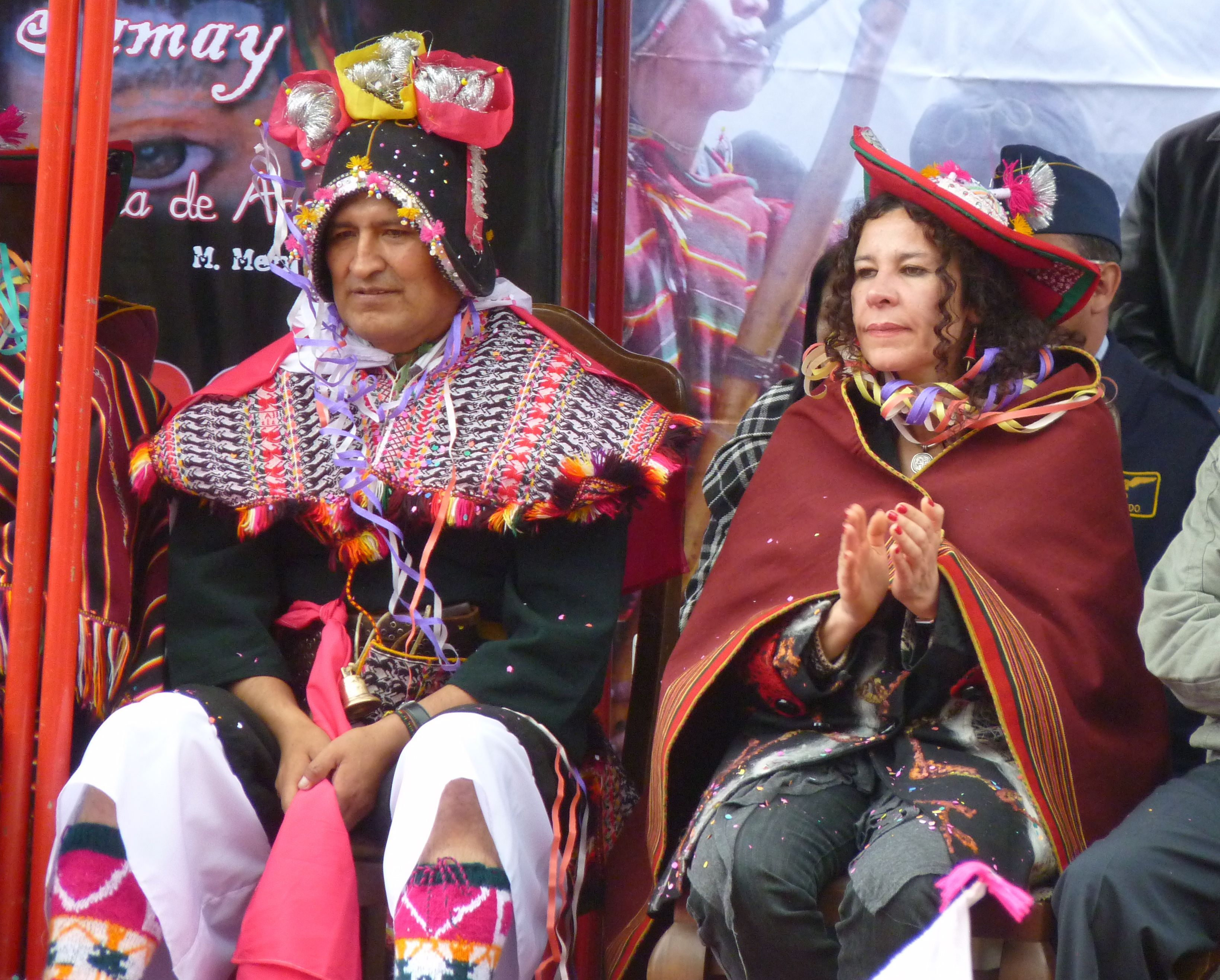
Elizabeth Salguero et Evo Morales à un festival de Pujlllay, le 20 mars 2011.

D'autres projets ministériels portent sur la conservation des sites archéologiques et culturels comme l'ancienne citadelle indigène de Tiwanaku et la montagne argentifère de Cerro Rico, qui avaient été peu entretenus les années précédentes. Dans le cas du Cerro Rico, qui menace de s'effondrer, l'administration d'Elizabeth  Salguero ne parvient pas à une solution permettant à la fois au gouvernement d'assurer la conservation tout en garantissant la sécurité économique d'au moins soixante-dix pour cent des mineurs qui ont besoin de cette richesse naturelle pour survivre. Elle crée d'autre part, le 11 octobre 2011, le Centre de recherche archéologique, anthropologique et administrative de Tiwanaku, pour assurer la gestion, la conservation, l'entretien, la rénovation, la recherche et la promotion de ce complexe. Grâce à cela, elle assure que le gouvernement sera en mesure de financer la protection du site archéologique de Tiwanaku et des musées régionaux qui l'entourent.
Elizabeth Salguero propose en mars 2011 la candidature de trois festivals boliviens à l'UNESCO pour leur reconnaissance au patrimoine mondial au titre du patrimoine culturel et immatériel de l'humanité. Il s'agit de la Ichapekene Fiesta de San Ignacio de Moxos, du festival Pujllay à Tarabuco – comprenant la danse Ayarichi du peuple Yampará – et de la foire Alasitas de La Paz. Son administration fait aussi reconnaître huit danses folkloriques comme patrimoine culturel et immatériel : Caporales, Chuta, Diablada, Kullawada, Llamerada, Morenada, Tinku et la Saya afro-bolivienne. Pour promouvoir le tourisme en Bolivie, le slogan « La Bolivie vous attend » est lancé, ainsi qu'un site web promotionnel et la mise en place du système de réservation touristique.
Après un peu moins d'un an de ministère, Evo Morales renouvelle son gouvernement le 23 janvier 2012 ; Elizabeth Salguero est remplacée par l'ancien ministre Pablo Groux, qui avait dirigé le ministère de la Culture lors du premier mandat de Morales.

## Carrière diplomatique
Trois mois après qu'elle a quitté le ministère des Cultures, Evo Morales nomme le 11 avril 2012 Elizabeth Salguero ambassadrice de Bolivie en Allemagne, poste qui était vacant depuis six mois,. Comme ambassadrice, elle négocie le rapatriement d'une statuette d'Ekeko Tunu du Musée historique de Berne en Suisse vers la Bolivie. L'artefact avait été volé sur un site de Tiwanaku plus d'un siècle auparavant par le diplomate suisse Johann Jakob von Tschudi. Malgré son refus initial, le musée cède finalement après une longue période de négociation et accepte de rendre la statuette début 2015. Ce retour crée un précédent pour d'autres pays cherchant à récupérer leur patrimoine culturel.
Après trois ans à la tête de la mission diplomatique bolivienne en Allemagne, Elizabeth Salguero démissionne le 31 juillet 2015 de son poste d'ambassadrice. Elle quitte la politique, en partie à cause de la décision du président Morales de briguer un quatrième mandat présidentiel bien que la population ait rejeté l'abolition de la limitation des mandats lors du référendum de 2016. « Morales lui-même nous a dit que « le gouvernement doit écouter le peuple » et malheureusement il ne l'a pas fait », dit-elle.
En 2015, ONU Femmes nomme Elizabeth Salguero comme experte internationale en planification stratégique pour la Bolivie,. Son travail se focalise sur la mise en œuvre effective des lois punissant la violence contre les femmes et celles pour une meilleure autonomie économique des femmes sur leur lieu de travail.